# Distrito electoral de Richland (condado de Colfax, Nebraska)
Richland (en inglés: Richland Precinct) es un distrito electoral ubicado en el condado de Colfax en el estado estadounidense de Nebraska. En el Censo de 2010 tenía una población de 389 habitantes y una densidad poblacional de 3,65 personas por km².

## Geografía
Richland se encuentra ubicado en las coordenadas 41°25′41″N 97°11′7″O / 41.42806, -97.18528. Según la Oficina del Censo de los Estados Unidos, Richland tiene una superficie total de 106.71 km², de la cual 103.79 km² corresponden a tierra firme y (2.74%) 2.92 km² es agua.

## Demografía
Según el censo de 2010, había 389 personas residiendo en Richland. La densidad de población era de 3,65 hab./km². De los 389 habitantes, Richland estaba compuesto por el 96.14% blancos, el 0.26% eran afroamericanos, el 0% eran amerindios, el 0% eran asiáticos, el 0% eran isleños del Pacífico, el 3.08% eran de otras razas y el 0.51% pertenecían a dos o más razas. Del total de la población el 4.11% eran hispanos o latinos de cualquier raza.